# 캐서린 스키너
캐서린 앤 스키너(영어: Catherine Ann Skinner, 1990년 2월 11일~)는 오스트레일리아의 사격 선수로 주 종목은 트랩이다. 2016년 하계 올림픽 여자 트랩 종목에서 금메달을 획득했다.